# Vanessa (Rebsorte)
Vanessa ist eine im Jahr 1965 gezüchtete Weißweinsorte und Tafeltraubensorte mit kernlosen Beeren. Sie ist eine interspezifische Neuzüchtung zwischen Seneca und  N.Y. 45910 (Bath x Interlaken Seedless).
In der Neuzüchtung sind Gene von Vitis labrusca und Vitis vinifera enthalten. Die Kreuzung der Hybride erfolgte im Jahre 1965 in Kanada durch die beiden Züchter K. Helen Fisher und O. A. Bradt. Die bis zu minus 25 °Celsius frostbeständige Rebe  wird überwiegend als Tafeltraube genutzt. Sie besitzt rosafarbene mittelgroße Beeren.
Inzwischen wird sie nicht nur in Kanada und im Nordosten der USA, sondern auch in Frankreich und Deutschland angebaut.
Vanessa ist eine mittelfrüh fruchtende und reichtragende Rebsorte besonders für den Hausgarten. Die Beeren sind mittelgroß mit festem Fruchtfleisch und knackigem Biss. Der Geschmack ist fruchtig-aromatisch mit einer ausgeprägten Süße. Sie gilt als eine der besten kernlosen Sorten. Die Pflanzen werden auf reblausresistender Unterlage veredelt und sind pilzfest.
Synonyme: Als Synonyme sind Vanessa Seedless und Vineland 65164 bekannt.

## Ampelographische Sortenmerkmale
In der Ampelographie wird der Habitus folgendermaßen beschrieben:
Der Austrieb beginnt im Mai, ist dunkelgrün. Die Blätter werden mittelgroß und sind fünflappig
Die weiße Blüte beginnt im Juni. Die Blüten duften schwach. Sie besitzt zwittrige Blüten und ist somit selbstfruchtend. Beim Weinbau wird der ökonomische Nachteil vermieden, keinen Ertrag liefernde, männliche Pflanzen anbauen zu müssen. Erste reife Früchte bildet sie im September und Oktober in mittelgroßen Trauben. Die mittelgroßen, breit-elliptischen Beeren sind rosa und schmecken süß-säuerlich. Die Beeren sind kernlos.